# Clădirea fostei bănci de depuneri și consignațiuni (Orhei)
Clădirea fostei bănci de depuneri și consignațiuni este o clădire amplasată pe str. Renașterii Naționale, 12 în Orhei, Republica Moldova. Este un monument arhitectural de importanță națională inclus în Registrul monumentelor Republicii Moldova ocrotite de stat cu nr. 996 (raionul Orhei). Datează din jum. II a sec. XIX.